# Upper Kananaskis Lake
Upper Kananaskis Lake är en sjö i Kanada.   Den ligger i provinsen Alberta, i den södra delen av landet, 3 000 km väster om huvudstaden Ottawa. Upper Kananaskis Lake ligger 1 698 meter över havet. Arean är 8,4 kvadratkilometer. Den sträcker sig 3,0 kilometer i nord-sydlig riktning, och 4,9 kilometer i öst-västlig riktning.
Trakten runt Upper Kananaskis Lake består i huvudsak av gräsmarker. Trakten runt Upper Kananaskis Lake är nära nog obefolkad, med mindre än två invånare per kvadratkilometer.